# Браун, Эрин
Эрин Браун (англ. Erin Brown), урождённая Эрин ДеРайт (англ. Erin DeWright); род. 16 октября 1979, Ист-Сент-Луис, Иллинойс) — американская актриса, режиссёр, модель и музыкант. Известна в основном по ролям в малобюджетных фильмах и лёгкому порно. Использует псевдонимы Сэди Лейн и Мисти Мандэй.
Sci Fi Weekly включил Браун и её альтер эго Мисти Мандэй в «Список ныне живущих икон ужасов — тех, за просмотр или прокат фильмов которых вы могли бы заплатить, тех, ради кого вы бы встали в очередь, чтобы пожать руку или взять автограф», наряду с Робертом Инглундом, Линдой Блэр, Малкольмом Макдауэллом, Эльвирой и Джейми Ли Кёртис, среди прочих.

## Фильмография
- Падая вниз (1998)
- Грязные бондаж-убийства (видео, 1998)
- Общество мёртвых студентов (видео, 1998)
- Титаник 2000 (видео, 1999)
- Вампир-душитель (видео, 1999)
- Плотоядный доктор (видео, 1999)
- Ложись! Бойня в школе Карбайн (видео, 1999)
- Секрет Мисти (видео, 2000)
- Подглядывание в девичьем общежитии (видео, 2000)
- Обед для двоих (видео, 2000)
- Международный галстучный душитель (видео, 2000)
- Душитель сетевым шнуром 3 (видео, 2000)
- Моя первая любовница (видео, 2001)
- Блюз чистилища (видео, 2001)
- Ночь лапающих мертвецов (2001)
- Ведьмочка: Проект «Эротическая ведьма» 3 (видео, 2001)
- Эротично выжить (2001)
- Гладиатор Эротикус: Лесбийские воительницы (видео, 2001)
- Доктор Джекилл и Госпожа Хайд (видео, 2003)
- Плоть для Оливии (видео, 2002)
- Сатанинская школа страсти (видео, 2002)
- Душитель шелковыми чулками (видео, 2002)
- Жажда в подземелье мумии (видео, 2002)
- Моя любовница вампирша (видео, 2002)
- Роксанна (видео, 2002)
- Эротическое зеркало (видео, 2002)
- Подружка обезьян (видео, 2002)
- Гроза мумии (видео, 2002)
- Та девушка из 70-х (видео, 2003)
- Простокваша (видео, 2003)
- Кричащие мертвецы (видео, 2003)
- Девушка-паук (видео, 2003)
- Сёстры во грехе (видео, 2003)
- Стервы-вампирши (видео, 2003)
- Страстная зависимость (видео, 2003)
- Властительница стрингов (видео, 2003)
- Соблазнение Мисти Мандэй (видео, 2004)
- Эротический дневник Мисти Мандэй (видео, 2004)
- Сексуальные приключения Ван Хельсинга (видео, 2004)
- Укуси меня! (видео, 2004)
- Страсть к дьяволу (видео, 2004)
- Вуду-блюз (видео, 2004)
- Серебряная мумия (видео, 2004)
- Шок-О-Рама (видео, 2005)
- Девушки в бикини на планете динозавров (видео, 2005)
- Девушка, которая меня совратила (видео, 2005)
- Дикие нью-йоркские кошечки (видео, 2005)
- Грешная (видео, 2006)[5]
- Восстание душ: Бунт мертвецов (2006)
- Потерянные (2006)
- Сексуальный оборотень в Лондоне (видео, 2006)
- Мастера ужасов (телесериал, 2006, один эпизод)
- По накатанной (2007)
- Шантэль (видео, 2007)
- Окровавленный пляж (видео, 2007)
- Ужасный Джонни (2007)
- Ярость (2007)
- Мурашки по коже (видео, 2007)
- В стене (2007)
- Хищник: Перерождение дьявола (2008)
- Я был подростком-душителем (видео, 2008)
- C.S.I.: Место преступления (телесериал, 2011, два эпизода)
- Скульптура (2009)
- Нижнее бельё (телесериал, 2009—2010)
- Каннибалы Холокоста (видео, 2014)
- Полуночная резня (2016)
- Резня в стрип-клубе (2017)
- Тета-состояния (2017)
- Умрём к полуночи (2022)